# Амано, Хироси
Хироси Ама́но (яп. 天野 浩; род. 11 сентября 1960) — японский учёный, инженер-электроник, физик, член Японской академии наук (2022). 
Профессор Нагойского университета (с 2010) и университета Мэйдзё (с 2002). Лауреат Нобелевской премии по физике (2014) за создание светоизлучающих диодов, которые стали эффективными источниками света. В 1989 году впервые создал светодиод, который излучает синий свет, на основе нитрида галлия.
Родился в городе Хамамацу. Выпускник Нагойского университета (1983). Магистр наук (1985), доктор наук (1989). Преподавал в Нагойском университете до 1992 года. Позже перешёл на должность лектора в университет Мэйдзё, где в 1998 году стал доцентом и в 2002 профессором. В 2010 году вернулся в Нагойский университет на должность профессора в аспирантуре.
В 2019 году стал почётным доктором Новосибирского государственного университета.

## Награды
- 1998 год — Премия Ранка
- 2002 год — Takeda Award[англ.]
- 2014 год — Заслуженный деятель культуры[англ.]
- 2014 год — Орден Культуры
- 2014 год — Нобелевская премия по физике
- 2015 год — Премия газеты «Тюнити»[яп.]

## Общественная деятельность
В 2016 году подписал письмо с призывом к Greenpeace, Организации Объединенных Наций и правительств всего мира прекратить борьбу с генетически модифицированными организмами (ГМО) .